# Biserica Sfântul Chiriac din Gernrode
Biserica Sfântul Chiriac din Gernrode (în germană Stiftskirche St. Cyriakus in Gernrode) este un monument de arhitectură romanică din secolul al X-lea.